# Välling & fotogen
Välling & fotogen är ett musikalbum från 1998 med Mats Öberg och GUBB (Gävleborgs Ungdoms Big Band).

## Låtlista
Alla låtar är komponerade av Mats Öberg om inget annat anges.
1. Prelumeå – 3:16
2. Alva – 6:01
3. Ostöga – 4:23
4. Over the Rubber Sky – 4:30
5. Välling & fotogen – 12:44
6. Hotell Boulogne – 8:15
7. God Only Knows (Brian Wilson/Tony Asher) – 4:41
8. Middag hos Baltazar – 10:10
9. Uppstekt välling – 3:39

## Medverkande
- Mats Öberg — piano, synt, munspel, sång
- GUBB
- Bertil Fält – orkesterledare, instrumentation/arrangör.
- Fredrik Mellquist - vibrafon, Joel Sahlin - gitarr, Jonas Hellman - percussion, Jon Fält - trumset.
- Maja Landin - Klarinett/basklarinett, Thomas Backman - altsax, Lars Skoglund - altsax, Klas Toresson - tenorsax, Martin Berger - Tenorsax, Petter Findin - Barytonsax.
- Nils Odelstam, Cezary Tomaszewski, Helena Edin, David Bergsten, Erik Eriksson - tromboner.
- Niclas Johansson, Jesper Eklund, Andreas Svejebäck, Einar Nilsson, Andreas Jansson - trumpeter.
- Musiktekniker : Mats Gunnerås. Inspelad i Radio Gävleborgs studio - som första helt digitala inspelning.
- Producent på Musik Gävleborg : Margareta Norberg. ( numera : Kulturutveckling Region Gävleborg)
- En något mindre upplaga av bandet återuppstår och spelar på Fasching den 14/4-2016.

### Fotnoter
1. ↑  Svensk mediedatabas